# Khu chợ Albert Cuyp

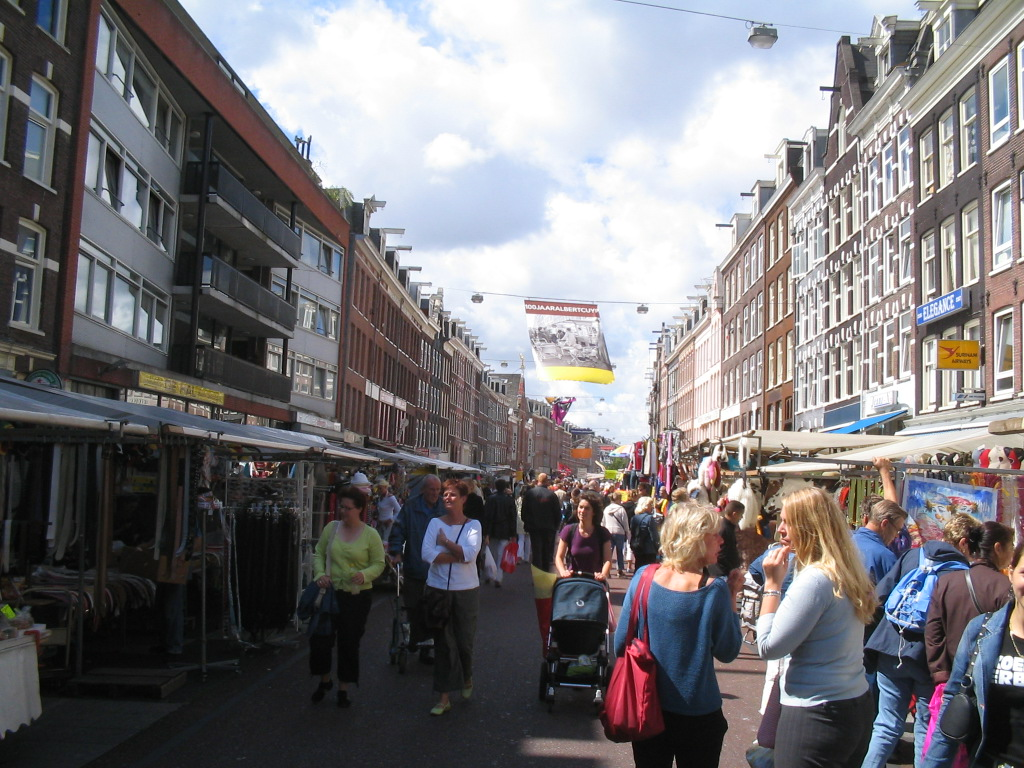
Khu chợ Albert Cuyp

Khu chợ Albert Cuyp là một khu chợ phố ở thủ đô Amsterdam của Hà Lan, tọa lạc giữa khu phố Ferdinand Bolstraat và Van Woustraat thuộc khu vực De Pijp của thành phố. Đường phố và chợ phố được đặt tên theo Albert Cuyp một họa sĩ thế kỷ XVII. Khu chợ này là một trong những chợ phố ban ngày lớn nhất ở châu Âu. Đây cũng là điểm thu hút khách du lịch quan trọng của thành phố Amsterdam trong những chuyến tham quan và mua sắm.

## Hoạt động
Khu chợ đã bắt đầu với một bộ sưu tập và quảng cáo đặc biệt của các thương nhân trên đường phố. Vào đầu thế kỷ 20, khu vực này đã trở nên hỗn loạn vào năm 1905, chính quyền thành phố quyết định thành lập một khu chợ, lúc đầu chỉ được tổ chức vào các buổi tối thứ bảy. Trong năm 1912, khu chợ đã trở thành một thị trường mở ra kể cả ban ngày và hoạt động sáu ngày trong một tuần. Ban đầu các đường phố vẫn được sử dụng để lưu thông qua chợ nhưng dần dà những đường phố không còn được thông khi chợ hoạt động. Việc lựa chọn sản phẩm tại chợ phố này bày bán các sản phẩm truyền thống như là các loại rau, củ quả, trái cây và cá, đến quần áo và thậm chí cả máy ảnh. Có nhiều sản phẩm được bán cho cư dân của thành phố từ Surinam, Antillean, Thổ Nhĩ Kỳ, và từ Maroc làm cho chợ phố trở nên đầy màu sắc đa văn hóa.